# Norquay (ancienne circonscription fédérale)
Pour l'homme politique canadien, voir John Norquay.
Norquay fut une circonscription électorale fédérale du Manitoba, représentée de 1949 à 1953.
La circonscription de Norquay a été créée en 1947 avec des parties de Portage la Prairie, Selkirk et Springfield. Abolie en 1952, elle fut redistribuée parmi Dauphin, Portage—Neepawa et Selkirk.

## Députés
1. 1949-1953 — Robert James Wood, PLC

- PLC = Parti libéral du Canada